# Jogos do Pacífico de 2011
Os Jogos do Pacífico de 2011 foi a 14.ª edição dos Jogos do Pacífico e teve como sede a Nouméa, na Nova Caledónia. Os jogos decorreram entre 27 de agosto e 10 de setembro de 2011.
Cerca de 4300 atletas se inscreveram no evento para disputar medalhas em 28 desportos diferentes, que incluíam disciplinas olímpicas e desportos populares da região do Pacífico, como o surfe e críquete.

## Esportes
Os esportes disputados foram: